# الاختلاف بين الخوادم
 كان خادم شبكة Apple (ANS) عبارة عن مجموعة من أجهزة كمبيوتر الخادم المستندة إلى PowerPC التي صممتها وصنعتها وبيعتها شركة Apple Computer، Inc. من فبراير 1996 إلى أبريل 1997. تم تسميته باسم "Shiner" وكان يتألف في الأصل من طرازين، خادم الشبكة 500/132 ("Shiner LE"، أي "low-end") وخادم الشبكة 700/150 ("Shiner HE"، أي "عالي" نهاية ")، التي حصلت على نموذج مصاحب، خادم الشبكة 700/200 (أيضًا" Shiner HE ") مع وحدة المعالجة المركزية الأسرع في نوفمبر 1996.
الأجهزة ليست جزءًا من خط Apple Macintosh لأجهزة الكمبيوتر؛ لقد تم تصميمها لتشغيل نظام التشغيل AIX الخاص بـ IBM وROM الخاصة بهم بشكل خاص منعت تشغيل نظام التشغيل Mac OS الكلاسيكي. هذا يجعلها آخر أجهزة كمبيوتر سطح المكتب التي لا تعمل بنظام Macintosh والتي صنعتها Apple حتى الآن. تم بيع 500/132 و 700/150 و 97 في السوق الأمريكية بمبلغ 11000 دولار و 15000 دولار و 19000 دولار على التوالي.
إن خوادم Apple Network وخوادم Apple Workgroup وخوادم Macintosh ليست متشابهه، والتي كانت محطات عمل ماكنتوش التي تم شحنها مع برنامج الخادم واستخدام نظام التشغيل Mac OS ؛ الاستثناء الوحيد، كان Workgroup Server 95 - وهو Quadra 950 مع وحدة تحكم SCSI إضافية مرفقة مع A-UX- قادرًا أيضًا على تشغيل Mac OS. لم يكن لدى Apple أجهزة خادم قابلة للمقارنة في تشكيلة منتجاتها مرة أخرى حتى تقديم Xserve في عام 2002.
يؤدي عمر المنتج القصير إلى مشاكل مالية كبيرة في شركة Apple في أوائل عام 1997. ألغى المدير التنفيذي Gil Amelio كلاً من Network Server و open doc في نفس الاجتماع حيث تم تحديد أنهما كانا من الأولويات المنخفضة.

## المعدات
كان من المفترض أن تستند أجهزة Apple Network Server على تصميم لوحة منطقية جديدة خاصة بالمنتج. أثناء تطوير الجهاز، تخلت شركة Apple عن تصميم اللوحات الرئيسية الأصلية لأسباب غير مؤكدة. للمضي قدمًا وشحن المنتج، أجرت Apple تعديلات على لوحة منطق Power Macintosh 9500 و ROM (قفل جميع مكالمات Mac OS) ونقل AIX إلى الجهاز الجديد. سواء كانت متعلقة بتغيير الأجهزة أو بالصدفة، تخلت Apple أيضًا عن تطوير NetWare on PowerPC (الاسم الرمزي: Wormhole) في هذا الوقت. يبدو أن تخطيط لوحة المنطق العام يشير إلى وجود علاقة وثيقة مع أنظمة RS / 6000 المستندة إلى PowerPC بواسطة IBM ، والتي تم تصميمها أيضًا لتشغيل AIX. من ناحية أخرى، تتشابه العديد من مكونات لوحة المنطق، خاصةً ROM ROM Boot Firmware ، مع لوحة "Tsunami" المستخدمة في Power Macintosh 9500 وبعض استنساخ Macintosh .
على الرغم من أن تخطيط لوحة الدوائر لخادم Apple Network Server (ANS) قد يشبه أنظمة RS / 6000، إلا أنه من الناحية المنطقية والمادية يشبه تقريباً نظام التشغيل Macintosh Macintosh 9500 (PM9500)، على الرغم من تشغيله لبرامج ثابتة مختلفة تمامًا، وهي خاصة بمهمتها الفريدة وظيفة.
بدءًا من الحافلة ذات المستوى الأعلى والعمل في اتجاه هرمي الحافلة، يوجد في المستوى العلوي حافلة وحدة المعالجة المركزية المزودة بوحدة تحكم Hammerhead (Apple Part # 343S1190) والتي توجد أيضًا على PM9500. وحدة المعالجة المركزية، كما ذكرنا، هي PowerPC 604 أو 604e. جسور ناقل وحدة المعالجة المركزية من ناقل إلى وحدة المعالجة المركزية هي وحدات تحكم Bandit (343S0020). يحتوي كل من ANS و PM9500 على جهازي تحكم Bandit وباصتي PCI منفصلتين. جميع الأجهزة على مستوى ناقل وحدة المعالجة المركزية متطابقة بين ANS و PM9500. في كلا النظامين، يتم توفير ساعة ناقل وحدة المعالجة المركزية بواسطة بطاقة وحدة المعالجة المركزية القابلة للإزالة. ومع ذلك، في المخزن المؤقت ANS ، الذي يقسم ساعة النظام لجميع أجهزة ناقل وحدة المعالجة المركزية، يكون على لوحة المنطق، بينما في PowerMac 9500 يوجد مخزن مؤقت على مدار الساعة على بطاقة وحدة المعالجة المركزية.
تختلف وحدات التحكم في حارة بيانات الذاكرة على ANS عن تلك الموجودة في PM9500 ، ويفترض أن ذلك بسبب الدعم الإضافي لذاكرة التماثل. وحدات التحكم في مسار بيانات ذاكرة ANS هي 343S1161 بدلاً من 343S1141 كما في PM9500. ومع ذلك، فإن بنية الذاكرة هي نفسها مع بنكين من فتحات DIMM ودعم تشذير الذاكرة عندما تحتوي الفتحات المقابلة في بنوك مختلفة على وحدات ذاكرة DIMM متطابقة. يحتوي ANS على ثماني فتحات ذاكرة DIMM بدلاً من فتحات PM9500 ، لكن الأجهزة الأخرى التي تعتمد على Hammerhead مثل PM8500 تحمل أيضًا ثماني فتحات ذاكرة DIMM فقط.
على ناقل PCI ، كما ذكر أعلاه، يستخدم ANS جسر Bandit PCI ، تمامًا مثل PM9500. محكّمات ناقل PCI متطابقة أيضًا (343S0182). يستلم محكّمو الناقل إشارات طلب PCI ويصدرون إشارات Grant Bus Grant إلى فتحات PCI وإلى رقائق جسر PCI (Bandit).
مدير المقاطعة ولوحة تحكم IO لوحة المنطق هو نفسه أيضا. كلاهما يستخدم جراند سنترال (343S1125). Grand Central هو جهاز على ناقل PCI.
في ناقل PCI ، تقوم ANS بقطع طرق مع PM9500 بعدة طرق. يحتوي ANS على شريحتين SCSI 53C825A مع دعم لعمليات SCSI السريعة والواسعة، وهي غير موجودة في PM9500. كل هذه تظهر كجهاز PCI منفصل على ناقل PCI. يضيف ANS أيضًا وحدة تحكم فيديو Cirrus Logic 54M30 كجهاز PCI إضافي.
في جميع ANS لديها ثلاثة أجهزة PCI التي تفتقر إلى PM9500. كما يتم تنظيم فتحات PCI ANS بشكل مختلف. في PM9500 ، يتم دعم Grand Central وفتحات PCI الثلاثة الأولى بواسطة Bandit 1. يتم دعم فتحات PCI الثلاثة المتبقية بواسطة Bandit 2. على ANS ، يتم دعم Grand Central ، ورقتي SCSI 53C825A ، ووحدة التحكم في الفيديو 54M30 ، وفتحتا PCI العلويتين بواسطة Bandit 1. يتم دعم فتحات PCI الأربعة المتبقية بواسطة Bandit 2. قد يجد البعض أنه من المثير للاهتمام أن هذا (ستة أجهزة يدعمها Bandit 1) يؤكد أن Bandit PCI Bridge وشريحة الحكام المرتبطة بها يمكنها مباشرة (لا يتطلب جسر PCI-PCI) دعم ستة أجهزة PCI على الأقل مع توفير دعم البرامج الثابتة المناسب.
مع المضي قدمًا في التسلسل الهرمي، تعد شريحة Grand Central بمثابة نوع من ناقل الإدخال / الإخراج لأجهزة لوحة المنطق المتنوعة. يستخدم كل من ANS و PM9500 شريحة CURIO (AM79C950 ، الجزء المخصص من AMD) لدعم المنافذ التسلسلية، ناقل SCSI بطيء (5 ميجابت / ثانية، 53C94 / 96) وإيثرنت 10Mbit / s. جهاز التحكم المرن SWIM شائع أيضًا بين الجهازين ومتصل من خلال شريحة Grand Central. تفتقر ANS إلى شريحة MESH SCSI (رقاقة Apple SCSI المستمدة من 53CF94 / 6) والتي توجد على PM9600 وتدعم ناقل Fast SCSI الداخلي.
يوفر Grand Central الدعم لأحد عشر مقاطعة مقاطعة. على كل من Macintosh و ANS ، تحتوي كل فتحة PCI على خط مقاطعة واحد فقط (حتى أربعة معتمدة في مواصفات PCI) ويستخدم كل سطر مقاطعة بواسطة جهاز واحد فقط. تختلف خريطة المقاطعة في الجهازين، وهذا يمثل السبب الأكثر ترجيحًا لعدم سماح إدخال PM9500 أو PM9600 ROM في ANS للجهاز بالتمهيد. تتوقع البرامج الثابتة أن تتوافق بعض المقاطعات مع أحداث معينة، لكن إشارة المقاطعة متصلة فعليًا بجهاز مختلف عما تتوقعه البرامج الثابتة.

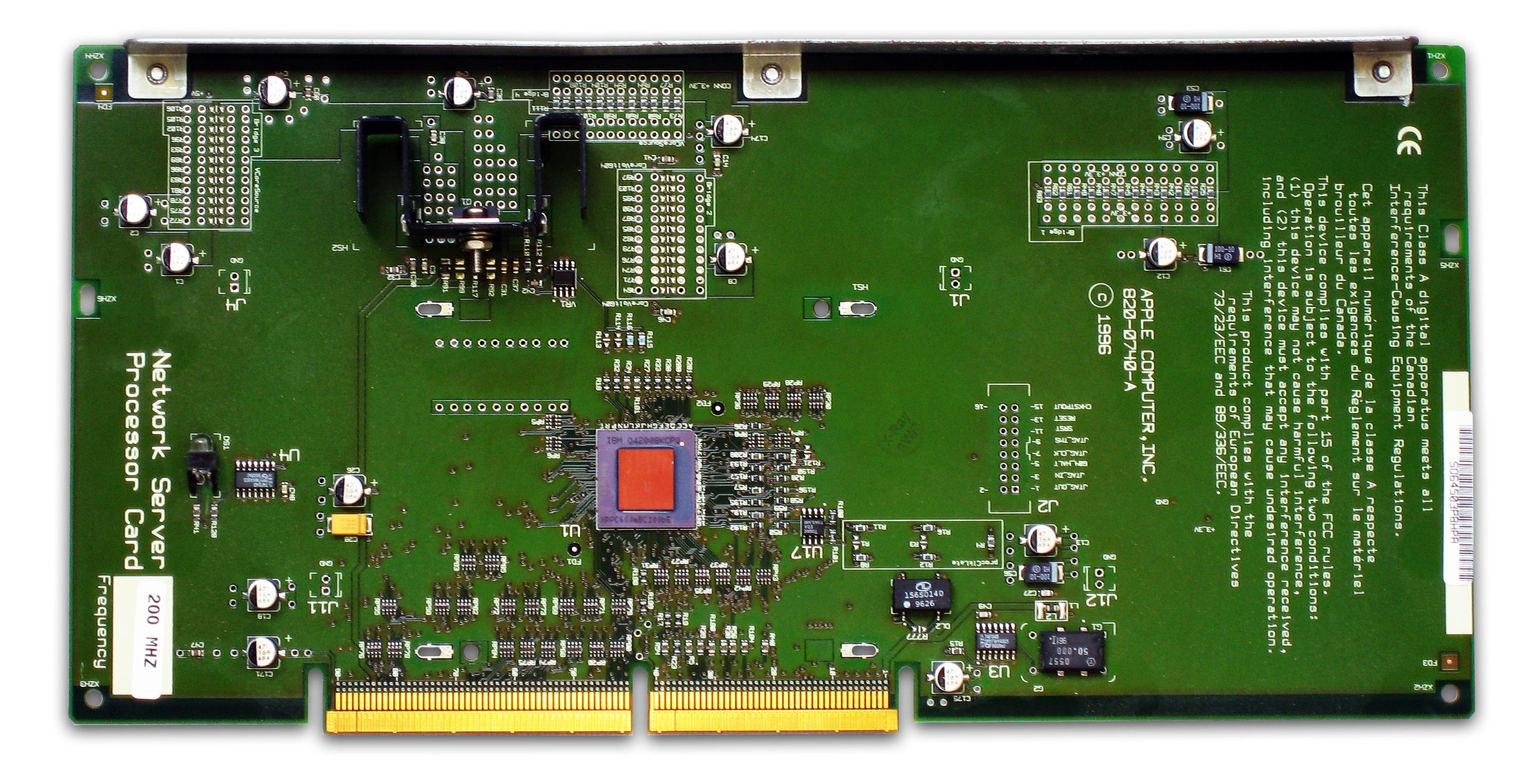
لوحة وحدة المعالجة المركزية من ANS 700/200. تصنع المعالجات ANS 500/132 و 700/150 من نفس اللوحة لكن كل واحدة توظف صداري تكوين فريدة. تحتوي جميع وحدات المعالجة المركزية (ANS) على ملصق مطبق مطبق (يظهر في أقصى اليسار) يحدد سرعة وحدة المعالجة المركزية: 132 أو 150 أو 200 ميجاهرتز. كما هو الحال في هذا الجيل من منتجات PowerPC من Apple ، تحدد بطاقة المعالج المثبتة سرعة وحدة المعالجة المركزية للنظام ، وسرعة ناقل النظام مستمدة من سرعة وحدة المعالجة المركزية: 44 ميجاهرتز لـ / 132 و 50 ميجا هرتز لـ / 150 و / 200.

يستخدم ANS 500/132 وحدة المعالجة المركزية power PC604 المسجلة في 132   ميغاهيرتز، و ANS 700/150 لديه نفس وحدة المعالجة المركزية الأسرة ولكن مسافة السباق في 150   ميغاهيرتز. كلاهما يحتوي على ذاكرة التخزين المؤقت L1 من 32   كيلوبايت. يحتوي ANS 700/200 على powerPC604 الأكثر تقدماً في الساعة 200   ميغاهيرتز، مع ذاكرة التخزين المؤقت L1 من 64   كيلوبايت. يتم تثبيت ذاكرة التخزين المؤقت L2 من ANS على SIMM ، مع حجم قياسي من 512   كيلو بايت عن 500 و 1   ميغابايت ل 700 s. قد يكون أي ANS 1   بطاقة ذاكرة التخزين المؤقت المجهزة. سرعة ناقل النظام هي 44   ميغاهيرتز ل 500، و 50   ميغاهيرتز ل 700 s أو أي ANS التي 200   تم تجهيز بطاقة المعالج MHz. تحتوي اللوحة المنطقية ANS على ثماني فتحات ذاكرة الوصول العشوائي (DIMM) تعادل 168 سنًا مع أربعة منها مجانية (بحد أقصى 512   ميغابايت من ذاكرة الوصول العشوائي المحددة). و ANS 500/132 شحنها مع 32   ميغابايت من ذاكرة الوصول العشوائي المثبتة (4 × 8   60 ميغابايت   ns تعادل DIMMs المصنعة من قبل IBM) و ANS 700/150 و ANS 700/200 تصحب 48   ميغابايت (2 × 16 ميغابايت 60 نانوثانية + 2 × 8 ميغابايت تعادل DIMMs المصنعة أيضًا بواسطة IBM). لجميع الأغراض العملية، يبلغ الحد الأقصى لتهيئة ذاكرة الوصول العشوائي (DIMM) 4 × 128 ميجابايت (512   ميغابايت، المجموع) أو 8 × 64 ميغابايت DIMMs التكافؤ (512 أيضا   إجمالي ميغابايت). الجهاز لن ظيفة (أي لن يمر P ower- س ن ليالي ystem T بتوقيت شرق الولايات المتحدة)إذا كان أكثر من 512 ميغابايت تم تثبيته على الجهاز. هذا قيد مطلق مضمّن في ROM-DIMM الخاص بالجهاز. حتى إذا كان RAM DIMM واحد غير متشابه، فسيتم إيقاف تشغيل التحقق من التماثل لكل RAM ، وفي هذه الحالة 70   ns RAM DIMMs مقبولة. تعد FIMM أو EDO RAM DIMM مقبولة، بأي ترتيب، حيث يعامل الجهاز EDIM RAM DIMM كـ FIMM RAM DIMM.
تتميز جميع خوادم الشبكة بوحدة تحكم داخلية SCSI -2 داخلية ثنائية القناة (ضيقة، على محرك الأقراص المضغوطة، وأي محركات أقراص ثابتة تم تثبيتها مع مجموعة أدوات تثبيت ملحق Narrow SCSI-2 من Apple)، وهو مكون من 25 طرفًا خارجيًا SCSI-1 موصل ومعيار 1.44   MB " super drive " مرن. تتوفر ست فتحات PCI مجانية للتوسع، وتشمل الأجزاء المدعومة بموجب AIX بطاقتي إيثرنت وبطاقة SCSI RAID . تتضمن المنافذ الأخرى منفذ ADB واحد، ومنفذين تسلسليين ومنفذ AAUI واحد. على عكس جميع أجهزة كمبيوتر Apple الأخرى في هذا الوقت، يستخدم ANS موصل VGA للفيديو الموجود على اللوحة؛ وايضاً يوجد محول للشاشات Apple.
هناك جانب فريد من نوعه في خوادم Apple Network Servers: فهو قابل للقفل تمامًا ويمكن الوصول إليه بشكل كبير، ويحتوي على شاشة LCD صغيرة للتشخيصات، ويحتوي أمامه على سبع فتحات للأجهزة، مع وجود قرص مضغوط ومحرك أقراص ثابت واحد مثبت عليهما في التكوين القياسي. يمكن إضافة وحدات SCSI إضافية قابلة للتبديل السريع أو محرك شريط DAT إلى الفتحات المجانية. اختياريًا، يدعم ANS 700 أيضًا وحدات تزويد الطاقة الزائدة القابلة للتبديل السريع ورف محرك أقراص داخلي لمحركي أقراص ثابتة ثابتتين أخريين. العلبة كبيرة وثقيلة، على ارتفاع 24.5 بوصة (62 سـم) ، بعرض 16.5 بوصة (42 سـم) ، وعمق 18 بوصة (46 سـم) ويبلغ وزنه أكثر من 80 رطل (36 كـغ) ، مع الوزن الدقيق اعتمادا على تكوين الأجهزة. هذا يعني أنه بينما يكون حول العرض الصحيح لحامل 19 بوصة، فإنه يتطلب ارتفاعًا لا يقل عن 14 وحدة حامل. هناك نموذج ثالث في علبة مثبتة على حامل أصغر بدون مجموعة كبيرة من الأقراص، Network Server 300 (الكود المسمى "Deep Dish"، كما هو الحال في بيتزا الطبق العميق)، لم يتجاوز مرحلة النموذج الأولي. أيضا في التنمية ولكن لم تصدر أبدا كانت بطاقات وحدة المعالجة المركزية تضم اثنين من وحدات المعالجة المركزية. لا تتوافق بطاقات Power Macintosh 9500 CPU ، التي كانت متوفرة مع المعالجات الثنائية، مع ANS.
قد تتم ترقية ANS 500/132 إلى ANS 500/200 عن طريق تثبيت 200   بطاقة الملحقات معالج ميغاهيرتز. من الممكن ترقية ANS 500 إلى ANS 700 أو لتخفيض ANS 700 إلى ANS 500 ببساطة عن طريق تبادل لوحة الطاقة الخلفية وجهاز PSU (s)، ولكن من الضروري تفكيك قاعدة ANS بالكامل من أجل إنجاز مثل هذه الترقية أو تقليله. يحتوي ANS 700 على اتصال طاقة إدخال واحد، على الرغم من أنه يحتوي على وحدات PSU ثنائية مستقلة. ومع ذلك، قد يتم تحويل ANS 700 بسهولة إلى تكوين طاقة أولي مزدوج (طاقة أولية مستقلة، ربما، ومرغوبة، من ألواح طاقة مختلفة، أحدها مدعوم من قبل مزود طاقة غير متقطع) عن طريق إزالة موصل طاقة إدخال IEC وجسديًا ويربط كهربائياً مدخلات طاقة واحدة، واحدة لكل وحدة من وحدات PSU الزائدة عن الحاجة. ومع ذلك، فإن هذا التعديل ربما يبطل قائمة UL الخاصة بالجهاز. ومع ذلك، فإن مثل هذا التعديل من شأنه أن يقوم بتطبيق تكوين زائد + 1 صحيح.

## البرمجيات
تم بيع خوادم الشبكة حصريًا مع AIX ، في إصدار يسمى «AIX for Apple Network Servers» مع بعض الميزات الخاصة بـ Apple ، مثل خدمات "Apple share"، المضافة؛ تنقيحتان، 4.1.4 و 4.1.5، موجودة. أبل تملك يونكس البديل A-UX سبق وقفها ولا يدعم power PC نظرًا لوجود أوجه تشابه في نظام التشغيل AIX والأجهزة، فإن خوادم الشبكة تتوافق في معظمها مع سلسلة RS / 6000. ومع ذلك، فإن التطبيقات التي تعتمد على معالج POWER2 RS / 6000 في وقت مبكر وناقل Micro Channel غير متوافقة مع وحدة المعالجة المركزية PowerPC ووحدة PCI في ANS.
أثناء تطوير المنتج، اختبرت Apple إصدارات ألفا من Novell NetWare لـ PowerPC . في نفس الوقت الذي تغير فيه الجهاز، توقف مشروع NetWare عن التحديث وتم التخلي عنه لاحقًا. قامت Apple أيضًا باختبار وإنتاج أعداد محدودة من SIMMs ROM التي تدعم Windows NT لـ PowerPC على Network Server 500 و 700. [بحاجة لمصدر]
كبديل لـ AIX ، من الممكن، على الرغم من تعقيده،  تثبيت PowerPC Linux أو NetBSD على ANS. من الممكن، من خلال النموذج الأولي لـ ROM ROM ، تشغيل Apple Network Server 500 أو 700 إلى Mac OS 7.5 أو إصدار أحدث، ومع ذلك لم يكن دعم Ethernet كاملاً. لا توجد مصادر موثوقة للإجراء أو المتطلبات. لا يقتصر الأمر على اختلاف شبكة الإيثرنت، ولكن واجهة العرض كذلك. إن استخدام بطاقة Ethernet تحمل علامة Apple ، لكن DEC "Tulip" Ethernet  وبطاقة عرض من 9500 تقطع شوطاً طويلاً نحو تحقيق إمكانات نظام التشغيل Mac OS ولكن حتى هذا غير مضمون.   Yellowdog Linux 2.x أو 3.x أكثر ضمانًا، وقد يكون NetBSD 1.5.x أفضل. تبقى المشكلات الرئيسية، مثل وحدات تحكم الناقل "Bandit" المزدوجة، وتنسيق القرص المرن، وربما القرص المضغوط. نادراً ما تشكل الأقراص الصلبة UW-SCSI مشكلة، وأصدرت Apple مجموعة أدوات تثبيت القرص الثابت U-SCSI (لكن الضيقة) لـ ANS ، على الرغم من أن ANS عادةً ما يكون مجهزًا بأقراص UW-SCSI فقط.

## الحالة
اعتبارًا من 2005 ، تمت إزالة معظم خوادم شبكة آبل من الخدمة وتمت إعادة معظمها إلى Apple أو بيعها في السوق الثانوية، إما إعادة تصنيعها في المصنع أو كما هو، أو إرسالها إلى شركة إعادة التدوير وإعدامها لم يكن من غير المألوف لموظف ANS ذو المزايا الجيدة أن يسترد بالكاد عرض السعر الأدنى البالغ 0.99 دولار على eBay. شحن ANS باهظ الثمن، حوالي 100 دولار من موقع إلى الولايات المتحدة [بحاجة لتوضيح] ، إذا أرسلت عبر الشحن . تتوفر قطع غيار قليلة، إن وجدت، لا سيما المكونات الميكانيكية.
اعتبارًا من 2019 ، لقد تم عرض خوادم Apple Network Servers وبيعها بأكثر من 2000 دولار أمريكي على eBay.

## روابط خارجية
- "About Apple Network Servers". مؤرشف من الأصل في 1997-04-12.
- Shiner.info ، موقع موارد ANS غير رسمي (نسخة من أرشيف الويب)
- صفحة خادم شبكة آبل من إريك
- خادم الشبكة الدخول على EveryMac.com
- دليل ANS 500/700